# David Letham
David Letham (7 maggio 1922 – 17 marzo 2007) è stato un calciatore scozzese, di ruolo centrocampista.

## Carriera

### Nazionale
Venne convocato nella Nazionale britannica che partecipò ai Giochi olimpici del 1948, tuttavia non disputò neanche un incontro.